# Futbol'nyj Klub Rubin Kazan' 2007
Questa voce raccoglie le informazioni riguardanti il Futbol'nyj Klub Rubin Kazan' nelle competizioni ufficiali della stagione 2007.

## Stagione
Nella stagione 2007 il FK Rubin Kazan' ha disputato la Prem'er-Liga, massima serie del campionato russo di calcio, terminando il torneo al decimo posto con 35 punti conquistati in 30 giornate, frutto di 10 vittorie, 5 pareggi e 15 sconfitte. Nella primavera 2007 ha disputato il ritorno degli ottavi di finale della Kubok Rossii 2006-2007, venendo sconfitto ed eliminato dal Rostov. Nell'autunno 2007 è sceso in campo a partire dal quinto turno della Kubok Rossii 2007-2008, raggiungendo gli ottavi di finale del torneo dove è stato eliminato dallo Spartak-Nal'čik. Ha partecipato alla Coppa Intertoto, partendo dal secondo turno dove ha eliminato gli ungheresi dello Zalaegerszegi TE, ma venendo poi eliminato al terzo turno dagli austriaci del Rapid Vienna.
La stagione fu funestata il 22 giugno dalla morte del difensore Lenar Gilmullin, che era entrato in coma dopo un incidente motociclistico nella notte tra il 17 e il 18 giugno dopo la festa per il suo compleanno.

## Rosa
| N. |                          | Ruolo | Calciatore          |
| -- | ------------------------ | ----- | ------------------- |
| 1  | Lettonia (bandiera)      | P     | Aleksandrs Koliņko  |
| 2  | Croazia (bandiera)       | D     | Stjepan Tomas       |
| 3  | Brasile (bandiera)       | D     | Calisto             |
| 4  | Brasile (bandiera)       | D     | Jean                |
| 5  | Uzbekistan (bandiera)    | D     | Andrei Fyodorov     |
| 6  | Sudafrica (bandiera)     | C     | MacBeth Sibaya      |
| 7  | Brasile (bandiera)       | A     | Jailson             |
| 8  | Russia (bandiera)        | C     | Pëtr Gicelov        |
| 9  | Georgia (bandiera)       | D     | Lasha Salukvadze    |
| 10 | Giamaica (bandiera)      | A     | Damani Ralph        |
| 11 | Russia (bandiera)        | C     | Vitali Volkov       |
| 12 | Uzbekistan (bandiera)    | A     | Marat Bikmaev       |
| 14 | Corea del Sud (bandiera) | C     | Kang Sun-Kyu        |
| 15 | Russia (bandiera)        | C     | Aleksandr Rjazancev |
| 16 | Ecuador (bandiera)       | C     | Christian Noboa     |
| 17 | Russia (bandiera)        | D     | Lenar Gilmullin     |
| 18 | Russia (bandiera)        | C     | Džambulad Bazaev    |
| 18 | Serbia (bandiera)        | C     | Branimir Petrović   |
| 19 | Tunisia (bandiera)       | C     | Selim Ben Achour    |

| N. |                         | Ruolo | Calciatore         |
| -- | ----------------------- | ----- | ------------------ |
| 20 | Portogallo (bandiera)   | A     | Fábio Felício      |
| 20 | Romania (bandiera)      | C     | Gabriel Giurgiu    |
| 21 | Russia (bandiera)       | D     | Michail Sinëv      |
| 22 | Russia (bandiera)       | C     | Sergej Budylin     |
| 23 | Russia (bandiera)       | A     | Evgenij Baljajkin  |
| 26 | Moldavia (bandiera)     | A     | Alexandru Gațcan   |
| 27 | Serbia (bandiera)       | A     | Veljko Paunović    |
| 28 | Russia (bandiera)       | D     | Sergej Nesterenko  |
| 29 | Georgia (bandiera)      | P     | Nuk'ri Revishvili  |
| 30 | Russia (bandiera)       | A     | Aleksandr Bucharov |
| 31 | Brasile (bandiera)      | D     | Gabriel            |
| 32 | Turkmenistan (bandiera) | A     | Wladimir Baýramow  |
| 41 | Russia (bandiera)       | C     | Andrej Kireev      |
| 46 | Russia (bandiera)       | A     | Aleksandr Jarkin   |
| 77 | Russia (bandiera)       | C     | Ansar Ajupov       |
| 79 | Turkmenistan (bandiera) | P     | Pavel Kharchik     |
| 98 | Russia (bandiera)       | C     | Dmitrij Vasil'ev   |
| 99 | Turchia (bandiera)      | A     | Hasan Kabze        |
|    | Russia (bandiera)       | A     | Vladimir Djadjun   |

## Statistiche

### Statistiche di squadra
| Competizione           | Punti | In casa | In casa | In casa | In casa | In casa | In casa | In trasferta | In trasferta | In trasferta | In trasferta | In trasferta | In trasferta | Totale | Totale | Totale | Totale | Totale | Totale | DR |
| Competizione           | Punti | G       | V       | N       | P       | Gf      | Gs      | G            | V            | N            | P            | Gf           | Gs           | G      | V      | N      | P      | Gf     | Gs     | DR |
| ---------------------- | ----- | ------- | ------- | ------- | ------- | ------- | ------- | ------------ | ------------ | ------------ | ------------ | ------------ | ------------ | ------ | ------ | ------ | ------ | ------ | ------ | -- |
| Prem'er-Liga           | 35    | 15      | 8       | 3       | 4       | 22      | 16      | 15           | 2            | 2            | 11           | 9            | 23           | 30     | 10     | 5      | 15     | 31     | 39     | -8 |
| Kubok Rossii 2006-2007 | -     | 1       | 0       | 0       | 1       | 0       | 1       | -            | -            | -            | -            | -            | -            | 1      | 0      | 0      | 1      | 0      | 1      | -1 |
| Kubok Rossii 2007-2008 | -     | -       | -       | -       | -       | -       | -       | 2            | 1            | 0            | 1            | 4            | 4            | 2      | 1      | 0      | 1      | 4      | 4      | 0  |
| Coppa Intertoto 2007   | -     | 2       | 1       | 1       | 0       | 2       | 0       | 2            | 1            | 0            | 1            | 4            | 3            | 4      | 2      | 1      | 1      | 6      | 3      | +3 |
| Totale                 | -     | 18      | 9       | 4       | 5       | 24      | 17      | 19           | 4            | 2            | 13           | 17           | 30           | 37     | 13     | 6      | 18     | 41     | 47     | -6 |